# ألكسندر آدم
ألكسندر آدم (بالإنجليزية: Alexander Adam) (و. 1741 – 1809 م) هو معجمي، ولغوي، وباحث في تاريخ العصور الكلاسيكية، ومدرس من مملكة بريطانيا العظمى، توفي في إدنبرة، عن عمر يناهز 68 عاماً.

## التعليم
تعلم في جامعة إدنبرة
.